# Blaberidae
Blaberidae (лат.) — семейство крупных тропических тараканов.

## Описание
Повсеместно в тропиках и субтропиках. Достигают в длину 9 см (Blaberus giganteus) и 8 см (Macropanesthia rhinoceros). Известны случаи возможной симбиотической ассоциации с муравьями. Pycnoscelus surinamensis обнаружен в муравейниках Brachymyrmex cordemoyi Forel, 1895 (Moretti et al., 2011). Некоторые представители семейства тесно связаны с водой.

## Значение
Излюбленные объекты домашнего разведения в террариумах, а также на корм другим животным, содержащихся в домашних условиях (ящериц, амфибий, пауков-птицеедов). Некоторые виды, например, суринамский таракан, могут вредить в оранжереях и теплицах, легко распространяются с рассадой, повреждают розы, орхидеи, огурцы, пальмы, томаты, сладкий картофель, папайя, инжир и прочие фрукты и цветковые, а также корни табака (Bell et al. 2007).

## Некоторые виды
- Мадагаскарский шипящий таракан (Gromphadorhina portentosa)
- Тигровый Мадагаскарский таракан (Gromphadorhina grandidieri)
- Мраморный таракан (Nauphoeta cinerea).
- Суринамский таракан (Pycnoscelus surinamensis).
- Таракан блаберус или «Мертвая голова» (Blaberus craniifer)

## Систематика
Около 170 родов и 1200 валидных видов. Выделяют около 10 подсемейств (статус некоторых оспаривается, род Cryptocercus выделяется в самостоятельное семейство социальных тараканов Cryptocercidae, подсемейство Attaphilinae рассматривается в составе других семейств тараканов).

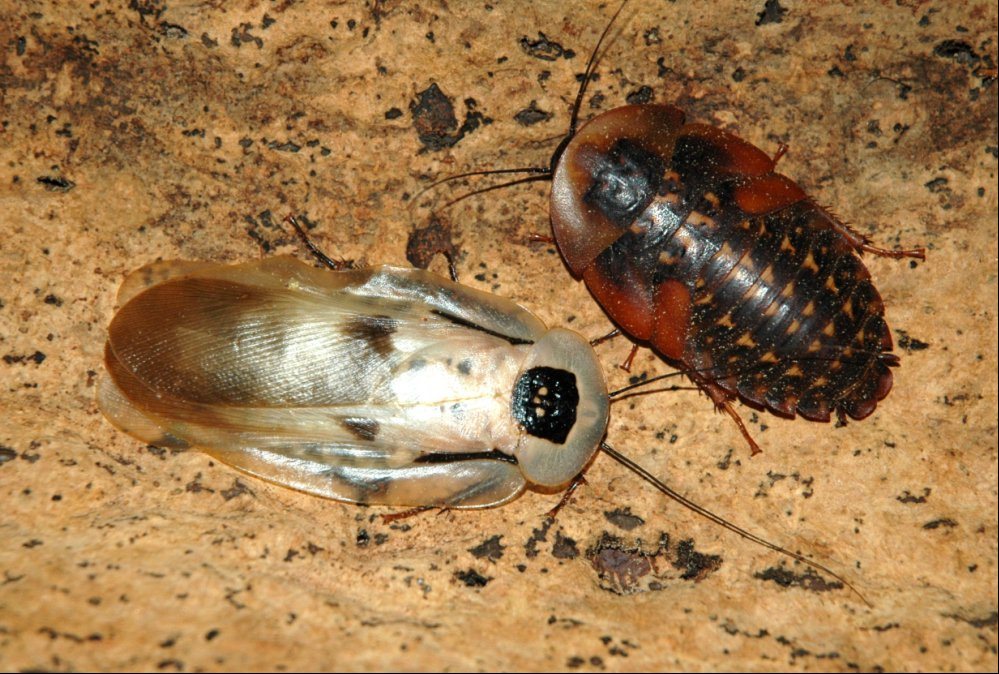
Blaberus giganteus
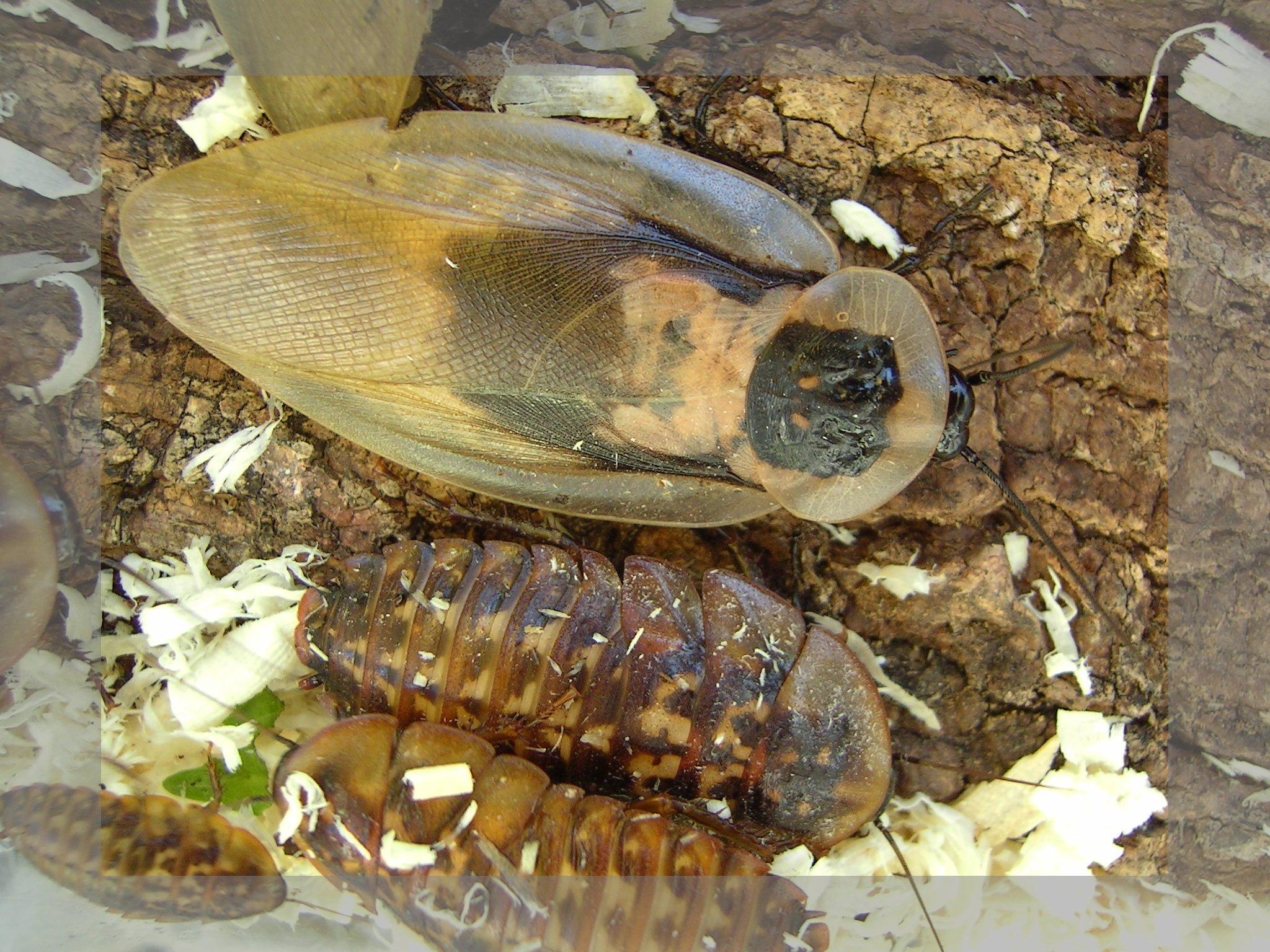
Blaberus craniifer
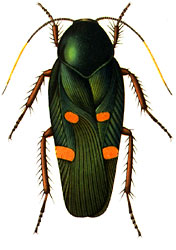
Oxyhaloa buprestoides
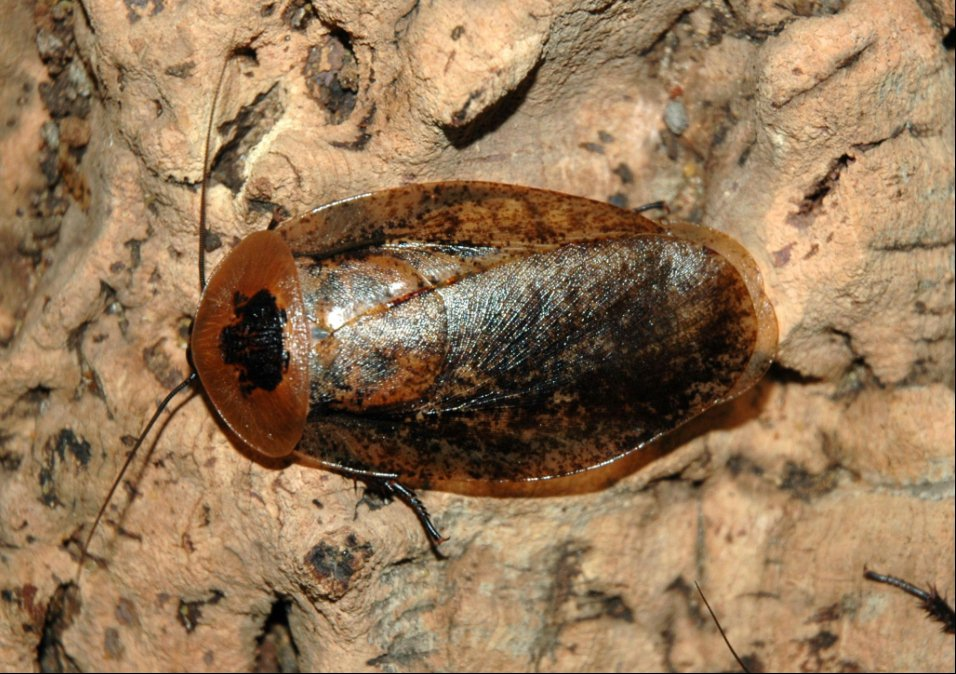
Archimandrita tessellata
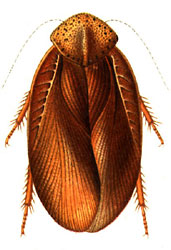
Apsidopis oxyptera
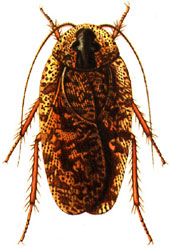
Morphna maculata
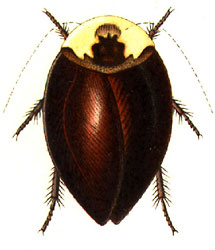
Phoraspis convexa
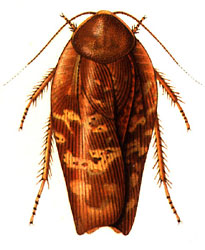
Rhabdoblatta terranea

| - Подсемейство Blaberinae - Achroblatta - Anchoblatta - Antioquita - Archimandrita - Aspiduchus - Cacoblatta - Capucinella - Cariacasia - Bionoblatta - Blaberus - Blaptica - Brachycola - Byrsotria - Eublaberus - Glomerexis - Glyptopeltis - Gromphadorhina - Hemiblabera - Hiereoblatta - Hormetica - Hyporhicnoda - Kemneria - Mesoblaberus - Minablatta - Mioblatta - Monachoda - Monastria - Neorhicnoda - Oxycercus - Paradicta - Parahormetica - Petasodes - Phoetalia - Pseudogyna - Sibylloblatta - Styphon - Подсемейство Diplopterinae - Calolampra - Diploptera | - Подсемейство Epilamprinae - Acroporoblatta - Anisolampra - Aptera - Apsidopis - Ataxigamia - Audreia - Blepharodera - Calolamprodes - Colapteroblatta - Compsolampra - Cyrtonotula - Derocardia - Dryadoblatta - Elfridaia - Epilampra - Galiblatta - Haanina - Homalopteryx - Litopeltis - Miroblatta - Molytria - Morphna - Nauclidas - Notolampra - Opisthoplatia - Phlebonotus - Phoraspis - Pinaconota - Placoblatta - Poroblatta - Pseudophoraspis - Pseudoplatia - Rhabdoblatta - Rhicnoda - Stictolampra - Stictomorphna - Thorax - Ylangella | - Подсемейство Gyninae - Alloblatta - Evea - Gyna - Paraprincisaria - Paraplecta - Princisaria - Pseudocalolampra - Progonogamia - Thliptoblatta - Подсемейство Oxyhaloinae - Aeluropoda - Ateloblatta - Coleoblatta - Griffiniella - Gromphadorhina - Heminauphoeta - Henschoutedenia - Jagrehnia - Leucophaea - Nauphoeta - Oxyhaloa - Pelloblatta - Pronauphoeta - Подсемейство Panchlorinae - Ancaudellia - Caeparia - Dicellonotus - Dolichosphaeria - Hemipanesthia - Heteroblatta - Geoscapheus - Macropanesthia - Microdina - Miopanesthia - Mylacrina - Neogeoscaphus - Panchlora - Panesthia - Parapanesthia - Phortioecoides - Proscratea - Salganea | - Подсемейство Perisphaeriinae - Bantua - Compsagis - Cyrtotria - Derocalymma - Ellipsica - Elliptoblatta - Gymnonyx - Hostilia - Laxta - Neolaxta - Perisphaeria - Perisphaerus - Pilema (Pronaonota) - Platysilpha - Poeciloblatta - Pronaonota - Pseudoglomeris - Trichoblatta - Zuluia - Подсемейство Pycnoscelinae - Pycnoscelus - Stilpnoblatta - Подсемейство Zetoborinae - Capucina - Lanxoblatta - Parasphaeria - Phortioeca - Schizopilia - Schultesia - Thanatophyllum - Tribonium - Zetobora - Zetoborella - Неясное положение - Africalolampra - Apotrogia - Diplopoterina - Eustegasta - Gynopeltis - Hedaia - Isoniscus - Phenacisma - Cryptocercus |